# .307 Winchester
El .307 Winchester fue introducido al mercado por Winchester en el año1982 para competir con el .300 Savage, a ser utilizado en un rifle de palanca-rifle de palanca equipado con un cargador tubular. Dimensionalmente, es casi idéntico al más común .308 Winchester, difiriendo en el grosor de la pared del casquillo y el culote anillado.

## Visión general
El Winchester  Modelo 94 fue la única carabina producida para disparar el .307 Winchester, sin embargo, Marlin Firearms creó un prototipo del Marlin Modelo 336 recamarado en el mismo calibre. Es todavía es comercialmente producido. Debido a preocupaciones de seguridad a causa del sistema de almacenaje tubular del modelo 94, solo se carga con balas de punta plana.

## Dimensiones

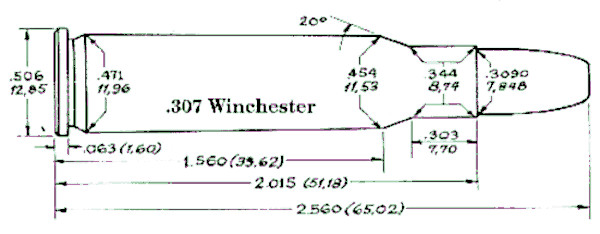

## Descendencia
El .307 Winchester es el casquillo originario del .356 Winchester.
Es también el casquillo del cual se desarrolla el 7mm STE (Shooting Times Eastern).